# Полет 418 на „Аерофлот“
Полет 418 на „Аерофлот“ е международен пътнически полет от летище „Коантро де Февро“, Луанда, Ангола, до летище „Шереметиево“, Москва, Руска съветска федеративна социалистическа република, Съюз на съветските социалистически републики, с междинни спирания в Биоко (Екваториална Гвинея), Нджамена (Чад) и Триполи (Либия), управляван от „Аерофлот“. На 1 юни 1976 г. самолетът „Туполев Ту-154A“, който изпълнява полета, се блъска в планината Сан Карлос на остров Биоко, докато е на път към летището, и убива всички 42 пътници и 4 членове на екипажа на борда.
Разследването не успява да установи точната причина за катастрофата, но заявява, че тя се дължи на повреда на радара.